# Rungia tenuissima
Rungia tenuissima är en akantusväxtart som beskrevs av Imlay. Rungia tenuissima ingår i släktet Rungia och familjen akantusväxter. Inga underarter finns listade i Catalogue of Life.